# JR九州高速船
JR九州高速船株式会社（ジェイアールきゅうしゅうこうそくせん）は、福岡県福岡市博多区に本社を置く日本の海運会社。

## 概要
高速旅客船「ビートル」を使用し、日本の福岡市の博多港と大韓民国の釜山広域市の釜山港を結ぶ定期旅客船航路を運航していた。2005年10月1日に、それまでの九州旅客鉄道（JR九州）船舶事業部が分社して営業開始した。現在もJR九州の100%子会社である。
2024年12月23日、後述の一連の不祥事により安全の担保が出来ないとの判断から、船舶事業からの完全撤退を発表し、2025年2月28日をもって船舶事業の廃止を発表した。福岡海上保安部が進めている捜査対応等が終了次第、会社清算を行い、同社の従業員についてはJR九州グループ内での処遇を行うとしている。

## 事業所
本社は、運航拠点である福岡市博多区沖浜町の博多港国際ターミナル内にある。また、ジェットフォイル整備場（組織上は運航部整備グループ）を博多港箱崎埠頭地区（福岡県福岡市東区）に設置している。九州郵船の箱崎船舶整備場とも隣接している。

## 業務提携
2006年2月、同じく博多 - 釜山航路で高速旅客船「コビー」を定期運航する同業の未来高速（釜山広域市）と業務提携した。同年3月17日より、共同ダイヤの採用、乗船券の共通化、乗船窓口業務の統合や岸壁の乗降設備の共同利用などを行っていたが、2016年3月31日をもって終了した。

## 運航

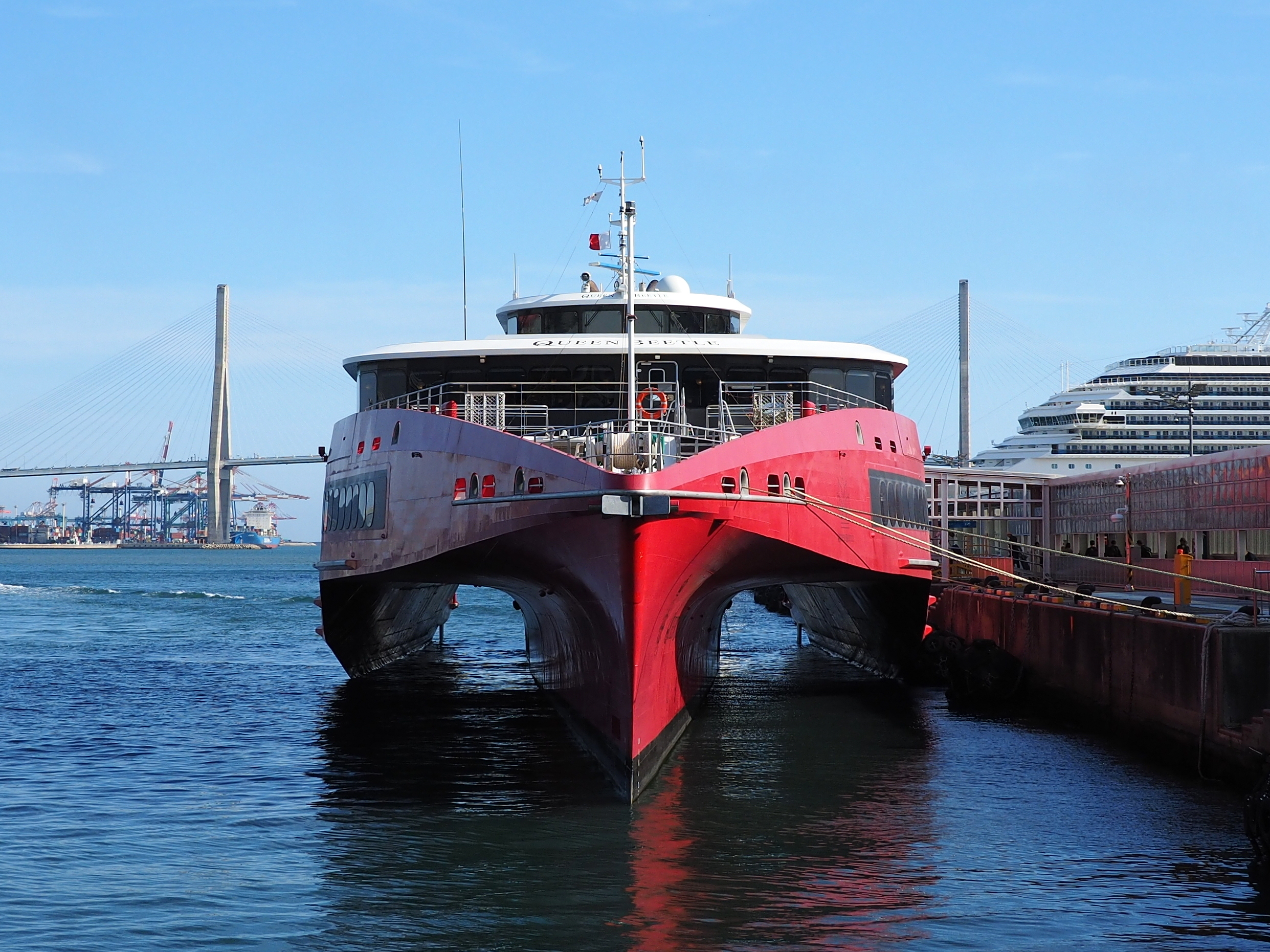
釜山港における「クイーンビートル」（2023年10月18日）

### 船舶事業撤退時点での路線
- 博多港 - 釜山港 
  - かつて、一部の便は対馬を経由するが博多-対馬間の乗船は不可であった。しかし2018年（平成30年）7月23日より九州郵船が本路線の一部座席を利用して、博多-比田勝航路に対馬混乗便を運航開始したが、対馬への寄港休止に伴い、混乗便は休止している。

### 事業撤退以前に運航を終了した路線
- 比田勝港（対馬市） - 釜山港

### スケジュール
- 事業撤退時点では博多-釜山間を1日1便運航していた[6]。

### サービス
事業撤退時点では普通席とビジネスクラスがあった。船内では飲み物や軽食が販売されていたほか、免税品やグッズ、土産類の販売も行われていた。

## 不祥事

### 高速船の浸水隠し
2023年（令和5年）2月11日、航行中の「クイーンビートル」の浸水警報装置が作動したため、翌2月12日にダイバーを潜水させて確認したところ、船体にヒビ（クラック）が発生していた。そのため、応急処置のうえ2月14日まで運航を継続したが、JR九州高速船は国への報告や、法律で義務づけられた臨時検査を行わなかったため、6月23日、国土交通省はJR九州高速船に対し、海上運送法第25条に基づく検査で法令違反の事実を確認したとして、同法第19条第2項に基づく行政処分を行った。7月20日、JR九州高速船は国土交通省に対し、改善報告書を提出した。
2024年（令和6年）8月9日、「クイーンビートル」を8月13日以降運休し、11月25日までの新規予約の受付を中止すると発表した。2月に船体への浸水が判明したにもかかわらず、修理や検査、国への報告をせず、浸水センサーの位置を故意に動かしてポンプで排水しながら、6月の入渠までの約4か月にわたり運航を続けていたことが、8月の国土交通省の抜き打ち検査で判明した。JR九州は8月13日付でJR九州高速船の社長を大羽健司に代え、前社長は取締役として国の監査に対応させる人事を発表した。
9月17日、国土交通省はJR九州高速船に対し、海上運送法に基づく行政処分の「輸送の安全確保命令」と「安全統括管理者・運航管理者の解任命令」を出した。同社への確保命令は同船への浸水に絡み2年連続で、解任命令が出されるのは全国初。
10月17日、福岡海上保安部は船舶安全法と海上運送法違反の疑いで、JR九州高速船とクイーンビートルを家宅捜索した。
2025年（令和7年）2月7日、JR九州高速船は同年2月28日付で船舶事業の廃止を発表した。
4月9日、福岡海上保安部は、JR九州高速船の前社長ら8人と、法人としての同社を海上運送法（安全確保命令、安全管理規定）違反や船舶安全法違反（臨時検査不受検航行）などの容疑で書類送検した。知床遊覧船沈没事故を受けて厳罰化された安全確保命令違反の適用は初。